# Сенсорная журналистика
Сенсорная журналистика — тип журналистики, который относится к использованию датчиков для сбора данных, а затем анализа, визуализации или использования данных для поддержки журналистского расследования. Этот тип связан с журналистикой данных, но отличается от нее. Журналистика данных опирается на использование исторических или существующих данных, сенсорная журналистика предполагает создание данных с помощью сенсорных инструментов. Сюда входит и дрон-журналистика.

## История
Примеры сенсорной журналистики восходят к началу 2000-х годов и обычно предполагают использование сенсорных инструментов для создания или сбора данных для отчетности. Способ развертывания датчиков разный. В некоторых случаях журналист научится работать с датчиком и разворачивать его, а в других датчики создаются и устанавливаются широкой общественностью. Журналисты также могут запрашивать данные из существующих сенсорных сетей и удаленных датчиков.
Датчики, используемые для отчетности, могут иметь закрытый код с четко определенными условиями использования или открытый код, позволяющий модифицировать датчик после разработки.
Модули сенсорной журналистики преподаются в колледже Эмерсон и Флоридском международном университете.